# نوبويوكي كاواشيما
نوبويوكي كاواشيما (باليابانية: 川島 將) (4 فبراير 1992 في طوكيو في اليابان – )؛ هو لاعب كرة قدم ياباني سابق كان يلعب كمدافع.

## وصلات خارجية
- نوبويوكي كاواشيما على موقع رابطة كرة القدم اليابانية للمحترفين (اليابانية)
- نوبويوكي كاواشيما على موقع قاعدة بيانات كرة القدم.إي يو (الإنجليزية)
- نوبويوكي كاواشيما على موقع Soccerway.com (الإنجليزية)
- نوبويوكي كاواشيما على موقع عالم كرة القدم.نت (الإنجليزية)